# Jean Martin (évêque)
Pour les articles homonymes, voir Jean Martin et Martin.
Jean VI Martin (né vers 1550 dans le diocèse de Limoges et mort le 5 janvier 1612) est un ecclésiastique qui fut évêque de Périgueux de 1600 à 1612.

## Biographie
Jean Martin est issu d'une famille originaire du Limousin. Il nait vers 1550 dans le diocèse de Limoges. Sa mère se nomme Catherine Penicailhe mais on ignore le nom de son père. On ne connait rien d'autre de ses origines, mais il est titulaire d'une licence in utroque jure. Il est chanoine de la cathédrale de Périgueux à partir de 1580, il devient le chantre et vicaire général de l'évêque François de Bourdeilles en 1583 et député aux États généraux de 1588 à Blois où il sert comme secrétaire. Le fait d'avoir été longuement vicaire général et official de François de Bourdeille est l'élément déterminant de son accession à l'évêché de Périgueux que l'évêque résigne en sa faveur le 15 novembre 1599, ce qui fait de lui son « confidentiaire ».
Il est nommé le 15 mai 1600 mais ne bénéficie que d'une pension de 400 écus, la jouissance de la métairie dite de Charnier, et celle du pré épiscopal situé au Pont-Neuf. On ignore s'il a été consacré et il meurt le 5 janvier 1612.